# Tetewen-Gletscher
Der Tetewen-Gletscher (bulgarisch ледник Тетевен lednik Tetewen) ist ein in nordsüdlicher Richtung 3,5 km langer 7 km breiter Gletscher im Norden von Greenwich Island im Archipel der Südlichen Shetlandinseln. Er fließt von den Nordhängen der Dryanovo Heights zur Drakestraße, die er zwischen den Crutch Peaks und dem unvereisten Gebiet am Agüedo Point erreicht.
Die bulgarische Kommission für Antarktische Geographische Namen benannte ihn 2005 nach der bulgarischen Stadt Tetewen im zentralen Balkangebirge.